# HŽ serija 2132
HŽ serija 2132 je serija dizelsko-hidrauličnih lokomotiva Hrvatskih željeznica. Proizvedene su u tvornici Đuro Đaković prema licenci austrijske tvrtke Jenbach. Radi se o manevarskim lokomotivama koje su se počele proizvoditi 1969. godine, a u Jugoslavenskim željeznicama imale su oznaku JŽ 732. Namijenjene su za lagano manevriranje i za rad na industrijskim kolosijecima. Lokomotiva je dizajnirana na bazi ranije manevarske lokomotive HŽ 2131 (JŽ 731), a povećana joj je vučna snaga i masa.
Godine 1971., 1972., 1983. i 1996. ove lokomotive doživjele su izvjesnu doradbu radi poboljšavanja radnih uvjeta. Na taj način nastale su podserije 2132-000, 2132-100 i 2132-200. Podserija 2132-100 i podserija 2132-200. imaju jednaku masu, jednaku snagu, jednaki prijenosnik i jednaku vučnu karakteristiku. Postoji i podserija 2132-300, koja je modernizirana i rekonstruirana u tvrtki TŽV Gredelj d.o.o.

## Tehničke karakteristike
- Graditelj: Đuro Đaković, Slavonski Brod
- Godina izgradnje: 1969. – 1970.
- Raspored osovina: C
- Broj osovina: 3
- Tip dizelskog motora: dvotaktni JW 600 (podserija 000), četverotaktni Pielstick 6PA4V 184 VG, (podserije 100 i 200)
- Instalirana snaga:
  - motor JW 600:  441 kW
  - motor Pielstick 6PA4V 184 VG: 441 kW
- Vrsta prijenosa: dizelsko-hidraulična
- Maksimalna brzina: 30/60 km/h  (manevarska služba/vozna služba)
- Masa: 44 t
- Duljina preko odbojnika: 10.500 mm
- Širina: 3136 mm

Upravljačnica je tako smještena da omogućuje dobar pogled u oba smjera vožnje. Na prednjoj stijeni nalazi se jedan centralni upravljački stol s dva mjesta za upravljanje lokomotivom.